# Khaled Abou El Fadl
Khaled Abou El Fadl (1963) è uno scrittore kuwaitiano.
È professore musulmano di legge all'UCLA School of Law in California, esperto di storia delle religioni. Nel 2007 ha ricevuto lo "University of Oslo Human Rights Award" e il "Leo and Lisl Eitinger Prize". È stato nominato da George W. Bush membro della "U.S. Commission for International Religious Freedom" e nel "Board of Directors of Human Rights Watch". Collabora con diverse organizzazioni per i diritti umani come Amnesty International e Lawyers Committee for Human Rights.

## Opere principali
- Rebellion and violence in Islamic law, Cambridge-New York, Cambridge University Press, 2001
- And God knows the soldiers: the authoritative and authoritarian in Islamic discourses, Lanham, Md., University Press of America, 2001
- Speaking in God's name: Islamic law, authority and women, Oxford, Oneworld, 2001
- Reasoning with God : rationality and thought in Islam, Oxford, Oneworld, 2001
- The place of tolerance in Islam, Boston, Beacon Press, 2002
- Jihad: struggle and war in islam, Cambridge, Cambridge Univ Press, 2003
- Islam and the challenge of democracy, Princeton, Princeton University Press, 2004
- The great theft: wrestling Islam from the extremists, New York, HarperSanFrancisco, 2005
- The search for beauty in Islam: a conference of the books, Lanham, Rowman & Littlefield, 2006